# جوزف اف. بیروا
جوزف اف. بیروا (انگلیسی: Joseph F. Biroc؛ ‏۱۲ فوریهٔ ۱۹۰۳ – ۷ سپتامبر ۱۹۹۶) فیلم‌بردار اهل ایالات متحده آمریکا بود.
از فیلم‌های او می‌توان به وعده‌ها! وعده‌ها! اشاره کرد.
وی همچنین برنده جوایزی همچون جایزه اسکار بهترین فیلمبرداری شده‌است.